# Tetrixocephalus willemsei
Tetrixocephalus willemsei är en insektsart som beskrevs av Gurney och Liebermann 1963. Tetrixocephalus willemsei ingår i släktet Tetrixocephalus och familjen Ommexechidae. Inga underarter finns listade i Catalogue of Life.